# The Pick, the Sickle and the Shovel
The Pick, the Sickle and the Shovel – drugi album studyjny amerykańskiego zespołu Gravediggaz, wydany 16 września 1997 roku nakładem wytwórni Gee Street. Wydawnictwo zadebiutowało na 20. miejscu notowania Billboard 200 oraz 7. miejscu listy Top R&B/Hip-Hop Albums.

## Lista utworów
| #  | Tytuł                                                                        | Producent         | Sample | Czas |
| -- | ---------------------------------------------------------------------------- | ----------------- | --- | ---- |
| 1  | "Intro"                                                                      | RZA               | - Fragment wywiadu z Gravediggaz przeprowadzonego w Hot 97, 22 czerwca 1994 roku                                       | 1:16 |
| 2  | "Dangerous Mindz"                                                            | 4th Disciple, RZA | - Lobo - "I'd Love You to Want Me" - The Classic IV - "Traces"                                                         | 4:54 |
| 3  | "Da Bomb"                                                                    | True Master       | | 4:10 |
| 4  | "Unexplained"                                                                | Poetic            | - New Birth - "Wildflower"                                                                                             | 2:58 |
| 5  | "Twelve Jewelz"                                                              | Darkim            | | 2:51 |
| 6  | "Fairytalez" (feat. Kelis)                                                   | Goldfinghaz       | | 4:46 |
| 7  | "Never Gonna Come Back"                                                      | Goldfinghaz       | - Barry White - Love Seranade"                                                                                         | 3:48 |
| 8  | "Pit of Snakes"                                                              | True Master, RZA  | | 4:19 |
| 9  | "The Night The Earth Cried"                                                  | 4th Disciple, RZA | - Peter Nero - "Theme From Love Story"                                                                                 | 4:32 |
| 10 | "Elimination Process" (feat. Shabazz the Disciple, Omen, The Aleem Brothers) | Poetic            | | 5:37 |
| 11 | "Repentance Day" (feat. Killah Priest, Hell Razah)                           | Poetic            | | 5:18 |
| 12 | "Hidden Emotions" (feat. True Master)                                        | True Master       | - Otis Redding - "Try a Little Tenderness"                                                                             | 6:17 |
| 13 | "What's Goin' On?" (feat. 9th Prince, Blue Raspberry)                        | RZA               | - George Jackson - "Aretha, Sing One for Me" - Manzel - "Midnight Theme" - Chuck Cirino - "Transylvania Twist (Suite)" | 4:32 |
| 14 | "Deadliest Biz"                                                              | Frukwan           | | 3:03 |
| 15 | "Outro"                                                                      | Prince Paul       | - Gravediggaz - "Mommy, What's a Gravedigga?"                                                                          | 1:17 |